# Rede Municipal de Bibliotecas Públicas do Concelho de Palmela
A Rede Municipal de Bibliotecas Públicas do Concelho de Palmela é um serviço cultural da Câmara Municipal de Palmela constituída por uma biblioteca central, três bibliotecas municipais e dois pólos.
Presta um conjunto diversificados de serviços aos habitantes do concelho de Palmela e a outros utilizadores, que reflectem a sua:
Visão:
“Formação, informação e cultura para todos” através dos quais se procura concretizar a sua:
Missão:
“Implementar e desenvolver uma rede integrada de bibliotecas municipais, fomentar a sua utilização enquanto recurso educativo, de informação e de lazer, proporcionando o acesso universal a recursos informativos diversificados e actualizados.”